# Benthodytes sibogae
Benthodytes sibogae is een zeekomkommer uit de familie Psychropotidae.
De wetenschappelijke naam van de soort werd in 1901 gepubliceerd door Carel Philip Sluiter.